# (5077) Favaloro
(5077) Favaloro est un astéroïde de la ceinture principale.

## Description
(5077) Favaloro est un astéroïde de la ceinture principale. Il fut découvert le 17 juin 1974 à El Leoncito par l'Observatoire Félix Aguilar. Il présente une orbite caractérisée par un demi-grand axe de 2,23 UA, une excentricité de 0,18 et une inclinaison de 5,5° par rapport à l'écliptique.

## Compléments